# Colombia Real Map

## Colombia Real Map
Colombia Real Map es una modificación (mod) tipo mapa desarrollada para el videojuego de simulación de camiones American Truck Simulator (ATS), creado por SCS Software. Este mod tiene como objetivo recrear de manera detallada y fiel las carreteras, ciudades y paisajes de Colombia, brindando una experiencia simulada en ese país.

## Historia
El proyecto inició a mediados del 2015 sobre el Euro Truck Simulator 2 y para el 2016 se mudó al American Truck Simulator con la intención del disfrute personal de su autor. Para el 2019 se lanza públicamente Colombia Real Map en su versión beta y de manera gratuita, con la intención de ofrecer a los jugadores la posibilidad de explorar las diversas rutas colombianas. Al tener una gran acogida por la comunidad, en ese mismo año el proyecto lanzó una versión oficial de pago.
Este proyecto se ha caracterizado por su nivel de detalle, reflejando con precisión las condiciones reales de las carreteras colombianas, incluyendo su topografía, infraestructura y dinámicas de tráfico.
El desarrollo ha incluido múltiples expansiones que añaden municipios, rutas y escenarios, aumentando la fidelidad del mapa. Entre las expansiones más destacadas se encuentran dos lanzamientos principales que abarcan 35 y 25 municipios, respectivamente. El equipo de desarrollo también actualiza constantemente el mod para garantizar su compatibilidad con las nuevas versiones de ATS.

## Criticas
El mapa ha recibido criticas.

## Características
- Realismo: El mod integra elementos distintivos de las carreteras colombianas, como curvas pronunciadas, topografía montañosa, señalización local, y un tráfico que simula el comportamiento real de los conductores en el país.
- Municipios y rutas: Hasta el momento, incluye decenas de municipios colombianos, con planes de seguir expandiendo el mapa.[1]
- Eventos virtuales: Desde 2022, Colombia Real Map organiza competencias de conducción virtual que atraen a cientos de jugadores.

## Eventos y Competencias
Colombia Real Map ha ganado reconocimiento gracias a sus competiciones virtuales de tractomulas, eventos que han captado la atención tanto de jugadores como de medios especializados:
- Gran Premio Virtual de Tractomulas: La primera edición se celebró en 2022 en el autódromo virtual de Tocancipá, con 39 participantes. En 2023, la segunda edición contó con más de 100 competidores y fue patrocinada por Industrias FLIV. La tercera edición se llevó a cabo el 16 y 17 de noviembre de 2024, y reunió a más de 140 participantes, con transmisión en vivo a través de las plataformas de Colombia Real Map y cobertura de medios como UNIMINUTO Radio y La Estación.[2][3]

## Reconocimiento y Comunidad
La comunidad de jugadores ha elogiado el trabajo del equipo detrás de Colombia Real Map, destacando el esfuerzo por capturar la diversidad geográfica y cultural del país. El mod no solo ha fomentado el interés por las carreteras colombianas en el ámbito de los simuladores, sino que también ha sido un puente para conectar a jugadores de diversas partes del mundo con la riqueza paisajística de Colombia.

## Categorías
- Datos: Q131315601